# Tilloy-lez-Marchiennes
Tilloy-lez-Marchiennes es una comuna francesa situada en el departamento de Norte, de la región de Alta Francia.

## Demografía
| 218 | 199 | 197 | 226 | 283 | 405 | 510 | 561 | 518 |
| Para los censos de 1962 a 1999 la población legal corresponde a la población sin duplicidades (Fuente: INSEE [Consultar]) |     |     |     |     |     |     |     |     |

## Référencias
1. ↑  Worldpostalcodes.org, código postal n.º 59870.
2. ↑  INSEE, Datos de población para el año 2012 de Tilloy-lez-Marchiennes (en francés).